# Водонефтяной контакт
Водонефтяной контакт — условная поверхность, разделяющая нефть и воду в залежи нефти. Также говорят о газонефтяном и газоводяном контактах. Поверхность водонефтяного контакта может быть горизонтальной, наклонной, выпукло-вогнутой. Обычно при малых толщинах переходной зоны ВНК принимают за горизонтальную поверхность.